# Wilhelm Heese

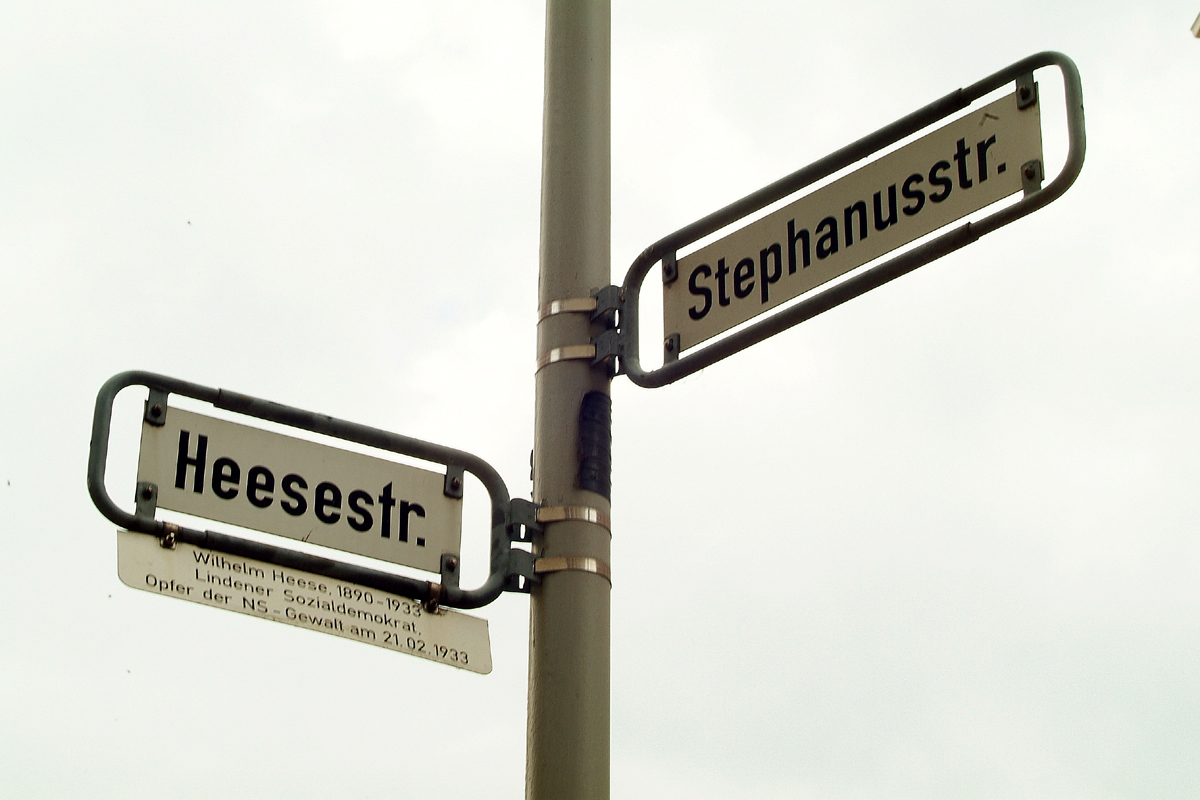
Straßenschild Ecke Stephanusstraße mit Erläuterungen zur Heesestraße

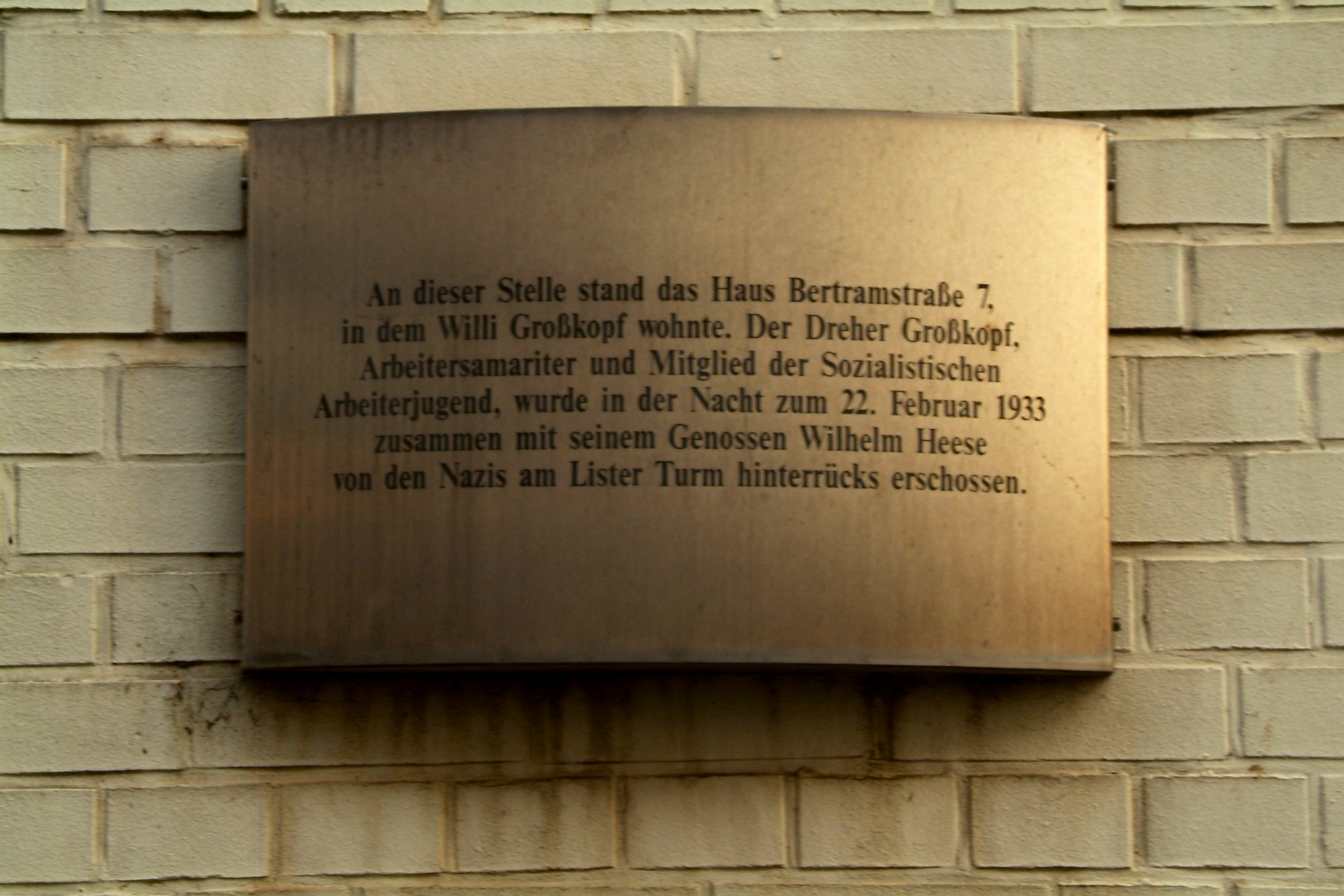
Gedenktafel für Wilhelm Großkopf und Wilhelm Heese in der Bertramstraße

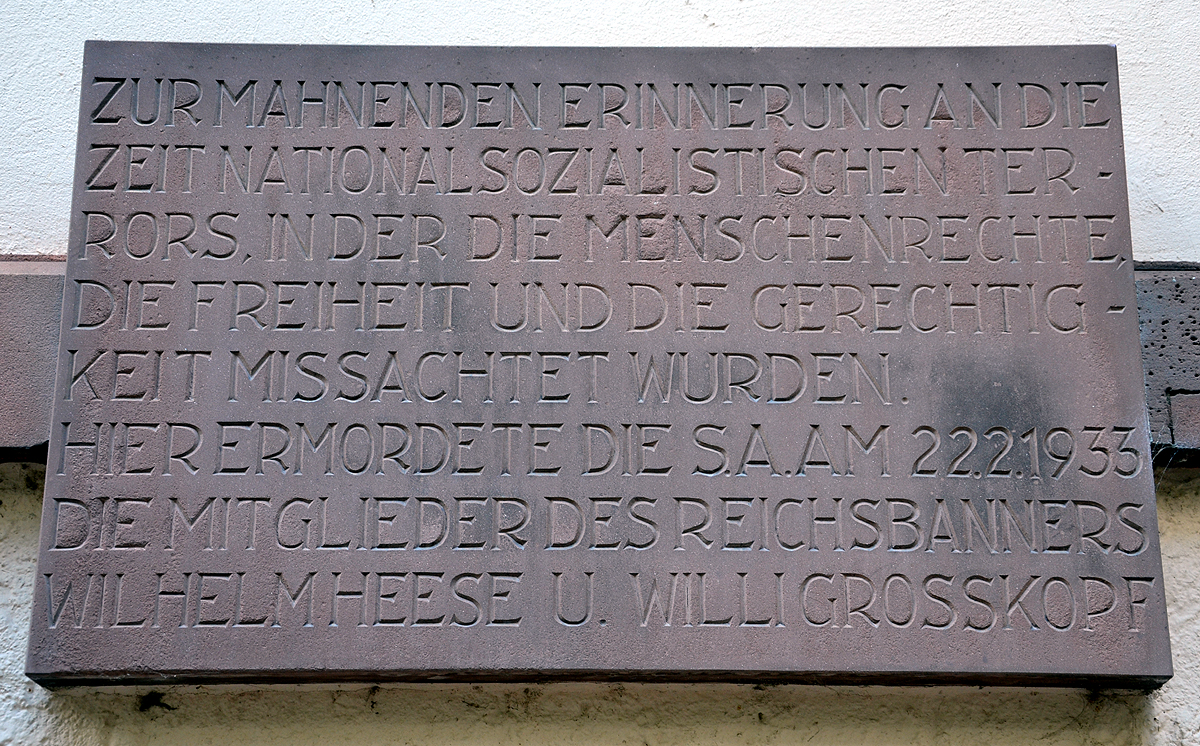
Gedenktafel am Freizeitheim Lister Turm „zur mahnenden Erinnerung an die Zeit nationalsozialistischen Terrors, [... in der ...] 1933“ Wilhelm Heese und Willi Großkopf hier ermordet wurden

Wilhelm Heese (* 16. Februar 1890 in Linden; † 22. Februar 1933 in Hannover) war ein deutscher Arbeiter, Mitglied des Reichsbanners Schwarz-Rot-Gold und Opfer des Nationalsozialismus.
Wilhelm Heese wurde – ebenso wie Wilhelm Großkopf – bei einem Überfall der SA auf eine 1930 gebildete hannoversche „Schufo“-Abteilung, „die im Vorfeld der Reichstagswahlen vom 5. März 1933 eine Wahlkundgebung der SPD (am Lister Turm) zu schützen hatte“ durch einen Schuss in den Rücken ermordet.

## Ehrungen
1955 wurde ein Abschnitt der Davenstedter Straße in Heesestraße umbenannt.
- Auf dem Stadtfriedhof Ricklingen erhielt Heese ein Ehrengrab (Abt. U11, Nr. 64).[5]
- Am Lister Turm wurde eine Gedenktafel angebracht
- Eine Gedenktafel in der Bertramstraße ist Teil der dortigen Bilderwand